# Carlos José Guadamuz
Carlos Jose Guadamuz Portillo (ur. 1944, zm. 10 lutego 2004 w Managui), dziennikarz nikaraguański.
Więziony w okresie dyktatury prezydenta Somozy, m.in. kilka lat był współtowarzyszem więziennym Daniela Ortegi; w latach 70. pracował jako korespondent wojenny. Po dojściu do władzy sandinistów kierował oficjalną rozgłośnią radiową „Głos Nikaragui”. Po porażce partii sandinistów w wyborach powszechnych w 1990 pracował w prywatnych rozgłośniach, był także prezenterem stacji TV 23 (program Dardos al Centro).
Nie zgadzał się z późniejszą polityką sandinistów, stał się głośnym krytykiem partii i Ortegi. Zginął zastrzelony przed budynkiem telewizji, a jego syn obciążył współodpowiedzialnością Daniela Ortegę i innych przywódców sandinistów.